# حراث عريض النقاط
حراث عريض النقاط أو بق مدرع كورنيشي (الاسم العلمي: Geotomus punctulatus)، نوع من البق ينتمي إلى فصيلة المشهورات، موطنها أوروبا.